# Paulo Baltazar
Paulo César Baltazar da Nóbrega , mais conhecido como Baltazar, (Vassouras, 25 de novembro de 1949), é um médico, professor e político brasileiro, atualmente filiado ao partido Partido Socialista Brasileiro (PSB).
Nascido em Vassouras em 25 de novembro de 1949, é filho de Manoel da Nóbrega, operário da Estrada de Ferro Central do Brasil, e Joselita Baltazar, sendo de uma família proeminente da região, tendo como trisavô o Comendador José Teixeira da Nóbrega Sobrinho, importante,
rico e influente fazendeiro de Dorândia, que por sua vez era neto de Antônio Pereira de Sousa Barros, Barão de Engenho Novo.
Foi criado em Barra do Piraí com seus dez irmãos e mudou-se para Volta Redonda, ainda adolescente, para estudar e trabalhar.
Casado com Marie Luce Wonhrath da Nóbrega, têm dois filhos, Larissa e Philippe, e três netos, duas meninas, Lara e Sofia, e um menino, Mateus.
Em 2019 assumiu a Direção Médica do Hospital do Retiro, Hospital Municipal Munir Hafful. No presente, atua como médico e professor.

## Formação Acadêmica
Formou-se em Medicina em 1977 pela Fundação Oswaldo Aranha, hoje Centro Universitário de Volta Redonda (UNIFOA), em Volta Redonda, RJ.
Mestre em Homeopatia pelo Instituto Carlos Chagas do Rio de Janeiro, RJ, em Medicina do Trabalho pela FUNDACENTRO de Volta Redonda, RJ, e em Metodologia do Ensino Superior, pela Sociedade Barramansense de Ensino Superior, hoje Centro Universitário de Barra Mansa (UBM) em Barra Mansa, RJ.
Cursou, ainda, Matemática na Sociedade Barramansense de Ensino Superior, hoje Centro Universitário de Barra Mansa (UBM), em Barra Mansa, RJ e Pedagogia na Fundação Educacional Rosemar Pimentel em Volta Redonda, RJ, respectivamente.
Em 2021 concluiu a pós graduação em cuidados paliativos pelo Instituto Albert Einstein.

## Trajetória Política
Atuou como médico voluntário por dez anos antes de iniciar sua trajetória política como o vereador mais votado de Volta Redonda em 1988, com 1.371 votos.
Eleito o 18º prefeito do município de Volta Redonda em 1992, com 44.041 votos. Foi considerado o melhor prefeito do estado do Rio de Janeiro em 1996 com 83% de avaliação positiva, de acordo com a Pesquisa Vox Populi publicada no Jornal do Brasil, Edição 00035 de 13 de maio de 1996. 

### Deputado Federal
Eleito deputado federal por duas legislaturas: em 1998, com 99.633 votos e em 2002, com 85.287 votos.
Como deputado federal, teve cinco proposições transformadas em norma jurídica, de acordo com o site da Câmara dos Deputados, são elas:
| PEC 138/2003 | Data de apresentação: 20/8/2003 Ementa: Dispõe sobre a proteção dos direitos econômicos, sociais e culturais da juventude. Explicação: Altera a denominação do Capítulo VII do Título VIII da Constituição Federal de 1988 que passa a ser: " Da Família, da Criança, do Adolescente, do Jovem e do Idoso". PEC da Juventude. Altera a Constituição Federal de 1988.                              | Transformado em Norma Jurídica |
| PEC 21/2003  | Data de apresentação: 10/12/2003 Ementa: Acrescenta o § 3º ao art. 42 da Constituição Federal que dispõe sobre os militares dos Estados, do Distrito Federal e dos Territórios. Explicação: Possibilita aos militares dos Estados, Distrito Federal e dos Territórios a acumulação remunerada de cargo de professor, cargo técnico ou científico ou de cargo privativo de profissionais de saúde. | Transformado em Norma Jurídica |
| PCR 189/2005 | Data de apresentação: 16/2/2005 Ementa: Institui Comissão Parlamentar de Inquérito destinada a investigar as organizações criminosas, do tráfico de armas. | Transformado em Norma Jurídica |
| PEC 413/2005 | Data de apresentação: 15/6/2005 Ementa: Altera o § 6º do art. 226 da Constituição Federal, que dispõe sobre o divórcio. Explicação: Estabelece que o casamento civil poderá ser dissolvido pelo divórcio consensual ou litigioso, na forma da lei. Altera a Constituição Federal de 1988. | Transformado em Norma Jurídica |
| PEC 416/2005 | Data de apresentação: 16/6/2005 Ementa: Acrescenta o art. 216-A à Constituição Federal para instituir o Sistema Nacional de Cultura. Explicação: Altera a Constituição Federal de 1988. | Transformado em Norma Jurídica |
| ------------ | --- | ------------------------------ |

Soma, ainda, 1.048 proposições de sua autoria ou coautoria como deputado federal. Destas, 663 ainda estão em tramitação no ano de 2022, ainda de acordo com o site da Câmara dos Deputados.

## Últimas Eleições
Em 2012 retornou à Câmara de Vereadores de Volta Redonda, novamente como o vereador mais votado, com 3.689 votos.
Ao final do último mandato como vereador, em 2016, candidatou-se a prefeito do município de Volta Redonda, foi o mais votado no 1º turno, com 50.881 votos e foi ao segundo turno com Samuca Silva, ocasião em que ficou em 2º lugar com 74.049 votos (45,40%).
Em 2020, candidatou-se a prefeito do município de Volta Redonda, ficou em 2º lugar com 18.961 votos (12,66%)